# Белькачи (река)
Белькачи́ — река в Якутии (Россия), левый приток Алдана, принадлежит к бассейну реки Лены. Протекает по территории Усть-Майского и Алданского улусов Якутии. Длина — 171 км, площадь водосборного бассейна составляет 3340 км².
Берёт начало на востоке Приленского плато, к востоку от верховий реки Биелиме, на высоте более 282 метра над уровнем моря. Течёт преимущественно в южном и юго-восточном направлении по холмистой таёжной местности с преобладанием сосны и лиственницы. В верховьях пересыхает. В низовьях долина реки заболочена, встречается большое число мелких озёр. Впадает в Алдан слева в 1081 км от его впадения в Лену, к югу от села Белькачи, на высоте менее 167 м над уровнем моря. Ширина в нижнем течении — 30 м при глубине 1,3 м; скорость течения в низовьях — 0,1 м/с. Населённых пунктов на реке нет.

## Основные притоки
Указаны поименованные притоки длиной 30 км и более.
| Название  | Расстояние от устья | Длина | Положение |
| --------- | ------------------- | ----- | --------- |
| Тимир     | 34                  | 40    | правый    |
| Ханкылыма | 80                  | 70    | левый     |
| Тёгюрюкян | 90                  | 63    | левый     |
| Туосанга  | 121                 | 50    | левый     |

## Данные водного реестра
По данным государственного водного реестра России относится к Ленскому бассейновому округу, речной бассейн — Алдан, водохозяйственный участок — Алдан от впадения реки Учур до впадения реки Мая.
Код объекта в государственном водном реестре — 18030600412117300020603.